# Delphinium rechingerorum
Delphinium rechingerorum är en ranunkelväxtart som beskrevs av M. Iranshahr. Delphinium rechingerorum ingår i släktet storriddarsporrar, och familjen ranunkelväxter. Inga underarter finns listade i Catalogue of Life.